# Sylwester Bielenin
Sylwester Michał Bielenin (ur. 13 września 1940 w Brzeszczach) – magister inżynier ogrodnictwa i ekonomista.
Dyplom mgr inż. ogrodnictwa uzyskał w Szkole Głównej Gospodarstwa Wiejskiego na Wydziale Ogrodniczym w Zakładzie Ekonomiki Ogrodnictwa (1963). 

Ukończył również studia podyplomowe w zakresie handlu zagranicznego na Wyższej Szkole Ekonomicznej we Wrocławiu (1989).

## Kariera Zawodowa
Pracował w Zarządzie Zieleni Miejskiej w Krakowie jako kierownik zakładu produkcyjnego (1963–1966), w Instytucie Sadownictwa jako pracownik naukowy (1966–1973), w latach 1968-1969 odbywał staż naukowy           w Agricultural Research Station Harrow. Pracował w Centrali Spółdzielni Ogrodniczych i Pszczelarskich jako dyrektor biura a następnie wiceprezes (1973–1985), w Centralnym Ośrodku Badawczo-Rozwojowym Ogrodnictwa jako zastępca dyrektora (1985), w Rolniczej Spółdzielni Handlu Zagranicznego „Agricoop” jako wiceprezes (1985–1990), w spółce „Areks” jako prezes (1991–1992), w „Investbanku S.A.” jako dyrektor oddziału w Warszawie (1993–1996) oraz w Szpitalu Klinicznym Dzieciątka Jezus w Warszawie jako zastępca a następnie dyrektor tej placówki (1996–2005).
Był, ze strony polskiej, inicjatorem i współtwórcą jednej z pierwszych spółek joint venture w polskim przetwórstwie rolno-spożywczym (1989). Spółka „Polarica” powstała w wyniku współpracy z partnerem szwedzkim, nadal (2015) istnieje i prowadzi działalność gospodarczą na polskim rynku.

## Publikacje
W okresie pracy w Instytucie opublikował 4 samodzielne prace naukowe oraz 4 jako współautor z zakresy ekonomiki sadownictwa. Jest też autorem ponad 100 artykułów popularnonaukowych i popularnych w czasopismach ogrodniczych („Ogrodnictwo”, „Owoce Warzywa Kwiaty”, „Hasło Ogrodnicze”, „Sad Nowoczesny”) w latach 1967–1985.

## Działalność Społeczna
Działał społecznie w Stowarzyszeniu Inżynierów i Techników Ogrodnictwa; w latach 1974–1981 jako wiceprezes a w latach 1981–1987 jako prezes Zarządu Głównego. W latach 1984–1990 był członkiem Rady Głównej Naczelnej Organizacji Technicznej.

## Odznaczenia państwowe
Srebrny (29.10.1975) i Złoty Krzyż Zasługi (25. 06. 1980) oraz Krzyż Kawalerski (28. 10. 1987), i Krzyż Oficerski Orderu Odrodzenia Polski (16.08.2001).